# Artjom Walerjewitsch Timofejew
Artjom Walerjewitsch Timofejew (russisch Артём Валерьевич Тимофеев, englisch Artyom Timofeev; * 6. Januar 1985 in Kasan) ist ein russischer Schachgroßmeister.

## Leben
Timofejew stammt aus Kasan in Tatarstan. Trainiert wurde er von dem ebenfalls aus Tatarstan stammenden GM Andrei Charlow.

## Erfolge
Im November 1999 im spanischen Oropesa del Mar wurde er hinter Sachar Jefymenko Zweiter bei der U14-Weltmeisterschaft. Im Oktober 2000 wurde er in Kallithea (Chalkidiki) U18-Europameister. Bei der U16-Schacholympiade im September 2000 in Artek erhielt er die Goldmedaille für sein Ergebnis von 6,5 aus 7 am dritten Brett und gewann gleichzeitig mit der Mannschaft. Im November 2001 wurde er Zweiter (geteilt mit Swiad Isoria) bei der U18-Weltmeisterschaft in Oropesa del Mar. Bei der europäischen Vereinsmannschaftsmeisterschaft in Kallithea (Chalkidiki) im September 2002 erhielt er eine Goldmedaille für sein Ergebnis von 6 aus 7 (Elo-Leistung 2706) am sechsten Brett. Im März 2005 gewann er in Nojabrsk die russische Einzelmeisterschaft U20, im November 2007 den Cup of Russia in Serpuchow, im Februar 2008 das 4. Moskau Open und im Juli 2008 das 12. Ismailow Memorial in Tomsk. Im September 2008 gewann er in Nowokusnezk die russische Higher League, ein Qualifikationsturnier für das Finale um die russische Landesmeisterschaft.
Timofejew nahm dreimal am Schach-Weltpokal (2005, 2009, 2011) teil. 2005 erreichte durch einen Sieg gegen Evgeny Agrest die zweite Runde, in der er Emil Sutovsky unterlag. Auch 2009 blieb er in der ersten Runde siegreich (gegen Rafael Leitão) und scheiterte in der zweiten Runde (an Sergei Karjakin), während er 2011 bereits in der ersten Runde gegen Sjarhej Asarau verlor.
Mit Russland nahm Timofejew an der Schacholympiade 2010 (in der zweiten Mannschaft) und an der Mannschaftseuropameisterschaft 2005 teil.
In der russischen Mannschaftsmeisterschaft spielte er von 2001 bis 2007 für Ladja-Kasan-1000, von 2008 bis 2010 für Tomsk 400 und spielt seit 2012 erneut für Kasan. Er wurde 2002, 2003 und 2009 russischer Mannschaftsmeister. In der spanischen Liga spielte er 2006 und 2007 für Cuna de Dragones Ajoblanco Mérida, in der bosnischen Premijer liga für den ŠK BOSNA Sarajevo, mit dem er 2008 in Neum Mannschaftsmeister wurde. Am European Club Cup nahm Timofejew seit 1999 zehnmal teil, darunter siebenmal mit Kasan und je einmal mit Tomsk, Bosna Sarajevo und der Schachgesellschaft Zürich.
Seine beste FIDE-Weltranglistenplatzierung war der 38. Platz im Januar 2007.